# Hofanlage Menninghausen 7
Die Hofanlage Menninghausen 7 in Sudwalde-Menninghausen stammt aus dem 18. und 19. Jahrhundert. 
Die Gebäudeanlage steht unter Denkmalschutz (Siehe auch Liste der Baudenkmale in Sudwalde).

## Beschreibung
Die Gebäudegruppe des Wendthofsbesteht aus:
- dem Wohn- und Wirtschaftsgebäude,[2]
- der Scheune,
- der Wassermühlenscheune unweit der Menninghausener Beeke,
- dem Stallanbau,
- und weiteren Nebengebäuden ohne Denkmalschutz.